# Релёво
Релёво (болг. Рельово) — село в Болгарии. Находится в Софийской области, входит в общину Самоков. Население составляет 237 человек.

## Политическая ситуация
В местном кметстве Релёво, в состав которого входит Релёво, должность кмета (старосты) исполняет Георги  Панев Фасулков (Болгарская социалистическая партия (БСП)) по результатам выборов правления кметства.
Кмет (мэр) общины Самоков — Ангел Симеонов Николов (Болгарская социалистическая партия (БСП)) по результатам выборов в правление общины.